# Anthophora walteri
Anthophora walteri är en biart som beskrevs av Gonzalez 2004. Anthophora walteri ingår i släktet pälsbin, och familjen långtungebin. Inga underarter finns listade i Catalogue of Life.